# Shemkhiya
Koordinaten: 19° 27′ 0″ N, 32° 56′ 0″ O
Shemkhiya ist ein Dorf im nördlichen Sudan. In dessen Umgebung konnten in den letzten Jahren bei Surveys verschiedene archäologische Stätten beobachtet werden, die zeigen, dass die Gegend um den Ort seit dem Neolithikum besiedelt war.
Auf einem kleinen Hügel fanden sich Siedlungsreste aus dem Neolithikum. Es gab vier verschiedene post-meroitische Friedhöfe (ca. 400–600 n. Chr.) mit Tumulusgrabanlagen und einige Friedhöfe aus christlicher Zeit (bis ca. 1500). Aus dieser Zeit stammt auch eine Festung, deren 4 Meter dicke Mauern gut zu sehen waren. Eine andere Festung wurde in christlicher Zeit und dann unter den Fung benutzt.
Die Gegend wurde ab 2004 von einem polnischen Team untersucht und ist seit Anfang 2009 im See des Merowe-Dammes versunken.